# Leptodactylus paraensis
Leptodactylus paraensis é uma espécie de anfíbio da família Leptodactylidae. Endêmica do Brasil, pode ser encontrada nos estados do Pará e Mato Grosso.